# Bahnstrecke Neuwied–Koblenz
| Regionalbahn nach Koblenz |                                                                                             |                                                                     |                                                                     |
| Streckennummer (DB): | 3011 (Neuwied–Koblenz Mosel) 3012 (Koblenz-Lützel–Koblenz) 3014 (Kesselheim–KO-Lützel Nord) |                                                                     |                                                                     |
| Kursbuchstrecke (DB): | 465 (MG–K–)Neuwied–Koblenz 466 Neuwied–Koblenz(–WI)                                         |                                                                     |                                                                     |
| Streckenlänge: | 14,2 km                                                                                     |                                                                     |                                                                     |
| Spurweite: | 1435 mm (Normalspur)                                                                        |                                                                     |                                                                     |
| Streckenklasse: | D4                                                                                          |                                                                     |                                                                     |
| Stromsystem: | 15 kV 16,7 Hz ~                                                                             |                                                                     |                                                                     |
| Streckengeschwindigkeit: | 140 km/h                                                                                    |                                                                     |                                                                     |
| Zweigleisigkeit: | Neuwied–Koblenz Mosel                                                                       |                                                                     |                                                                     |
| |                                                                                             |                                                                     |                                                                     |
| \| \| \| Rechte Rheinstrecke von Köln-Deutz \| \| \| \| 0,1 \| Neuwied \| Neuwied \| \| \| \| Rechte Rheinstr. n. Wiesbaden (niveaufrei) \| \| \| \| \| \| \| \| \| 4,2 \| Neuwied Rheinbrücke (ehem. Abzw von Engers) \| Neuwied Rheinbrücke (ehem. Abzw von Engers) \| \| \| \| \| \| \| \| \| Urmitzer Eisenbahnbrücke, Rhein \| \| \| \| 5,0 \| Urmitz Rheinbrücke \| Urmitz Rheinbrücke \| \| \| 6,0 \| Kaltenengers Kessler-Reiff (Awanst) \| Kaltenengers Kessler-Reiff (Awanst) \| \| \| \| A 48 \| \| \| \| 8,2 \| Kesselheim (Abzw) \| Kesselheim (Abzw) \| \| \| \| Linke Rheinstrecke von Köln \| \| \| \| 9,6 \| Koblenz Unterwerk (Anst) \| Koblenz Unterwerk (Anst) \| \| \| \| zum Rheinhafen Koblenz \| \| \| \| \| ehem. Strecke von Mayen \| \| \| \| 10,3 \| Koblenz-Lützel Nord (DB Museum) \| Koblenz-Lützel Nord (DB Museum) \| \| \| \| ursprüngl. Trasse von Mayen \| \| \| \| 12,7 \| Koblenz-Lützel \| Koblenz-Lützel \| \| \| \| Moseleisenbahnbrücke \| \| \| \| \| ehem. Hafenbahn \| \| \| \| \| Koblenz Rheinischer Bf \| \| \| \| \| (nur Güterverkehr nach Koblenz Mosel) \| \| \| \| \| Koblenz Stadtmitte \| \| \| \| \| \| \| \| \| \| ehem. über Pfaffendorfer Eisenbahn- brücke zur rechten Rheinstrecke \| \| \| \| \| \| \| \| \| \| ehem. Hafenbahn \| \| \| \| 14,2 \| Koblenz Mosel Gbf und Bw \| Koblenz Mosel Gbf und Bw \| \| \| \| Moselstrecke nach Trier \| \| \| \| \| Koblenz Hbf \| \| \| \| \| Lahntalbahn, zur rechten Rheinstrecke \| \| \| \| \| Linke Rheinstrecke nach Mainz \| \| \| \| \| \| \| \| Quellen: [1][2] \| \| \| \| |                                                                                             |                                                                     |                                                                     |
| |                                                                                             | Rechte Rheinstrecke von Köln-Deutz                                  |                                                                     |
| Bahnhof | 0,1                                                                                         | Neuwied                                                             | Neuwied                                                             |
| Abzweig geradeaus, nach links und ehemals von links |                                                                                             | Rechte Rheinstr. n. Wiesbaden (niveaufrei)                          | Rechte Rheinstr. n. Wiesbaden (niveaufrei)                          |
| |                                                                                             |                                                                     |                                                                     |
| Überleitstelle / Spurwechsel | 4,2                                                                                         | Neuwied Rheinbrücke (ehem. Abzw von Engers)                         | Neuwied Rheinbrücke (ehem. Abzw von Engers)                         |
| |                                                                                             |                                                                     |                                                                     |
| Brücke über Wasserlauf |                                                                                             | Urmitzer Eisenbahnbrücke, Rhein                                     | Urmitzer Eisenbahnbrücke, Rhein                                     |
| Haltepunkt / Haltestelle | 5,0                                                                                         | Urmitz Rheinbrücke                                                  | Urmitz Rheinbrücke                                                  |
| Blockstelle | 6,0                                                                                         | Kaltenengers Kessler-Reiff (Awanst)                                 | Kaltenengers Kessler-Reiff (Awanst)                                 |
| Brücke |                                                                                             | A 48                                                                | A 48                                                                |
| Abzweig nach halblinks und nach halbrechts | 8,2                                                                                         | Kesselheim (Abzw)                                                   | Kesselheim (Abzw)                                                   |
| Strecke von halbrechts |                                                                                             | Linke Rheinstrecke von Köln                                         | Linke Rheinstrecke von Köln                                         |
| Blockstelle · Strecke nach halblinks und von halbrechts · Strecke | 9,6                                                                                         | Koblenz Unterwerk (Anst)                                            | Koblenz Unterwerk (Anst)                                            |
| Strecke · Strecke · Abzweig geradeaus, ehemals nach links und von links |                                                                                             | zum Rheinhafen Koblenz                                              | zum Rheinhafen Koblenz                                              |
| Abzweig geradeaus und ehemals von rechts · Strecke |                                                                                             | ehem. Strecke von Mayen                                             | ehem. Strecke von Mayen                                             |
| Dienststation / Betriebs- oder Güterbahnhof · Dienststation / Betriebs- oder Güterbahnhof · Dienststation / Betriebs- oder Güterbahnhof | 10,3                                                                                        | Koblenz-Lützel Nord (DB Museum)                                     | Koblenz-Lützel Nord (DB Museum)                                     |
| |                                                                                             | ursprüngl. Trasse von Mayen                                         |                                                                     |
| Bahnhof · Bahnhof | 12,7                                                                                        | Koblenz-Lützel                                                      | Koblenz-Lützel                                                      |
| Brücke über Wasserlauf · Brücke über Wasserlauf |                                                                                             | Moseleisenbahnbrücke                                                | Moseleisenbahnbrücke                                                |
| Kreuzung geradeaus oben (Querstrecke außer Betrieb) · Kreuzung geradeaus oben (Querstrecke außer Betrieb) |                                                                                             | ehem. Hafenbahn                                                     | ehem. Hafenbahn                                                     |
| Strecke · ehemaliger Bahnhof |                                                                                             | Koblenz Rheinischer Bf                                              | Koblenz Rheinischer Bf                                              |
| Verschwenkung von links · Verschwenkung von rechts · Verschwenkung von rechts |                                                                                             | (nur Güterverkehr nach Koblenz Mosel)                               | (nur Güterverkehr nach Koblenz Mosel)                               |
| Strecke · Haltepunkt / Haltestelle · Haltepunkt / Haltestelle |                                                                                             | Koblenz Stadtmitte                                                  | Koblenz Stadtmitte                                                  |
| |                                                                                             |                                                                     |                                                                     |
| Abzweig geradeaus und von links · Abzweig geradeaus und von rechts · Abzweig geradeaus und ehemals nach links |                                                                                             | ehem. über Pfaffendorfer Eisenbahn- brücke zur rechten Rheinstrecke | ehem. über Pfaffendorfer Eisenbahn- brücke zur rechten Rheinstrecke |
| |                                                                                             |                                                                     |                                                                     |
| Abzweig geradeaus und ehemals von rechts · Strecke · Strecke |                                                                                             | ehem. Hafenbahn                                                     | ehem. Hafenbahn                                                     |
| Dienststation / Betriebs- oder Güterbahnhof · Strecke · Strecke | 14,2                                                                                        | Koblenz Mosel Gbf und Bw                                            | Koblenz Mosel Gbf und Bw                                            |
| Strecke nach rechts · Strecke · Strecke |                                                                                             | Moselstrecke nach Trier                                             | Moselstrecke nach Trier                                             |
| Bahnhof · Bahnhof |                                                                                             | Koblenz Hbf                                                         | Koblenz Hbf                                                         |
| Strecke nach links · Kreuzung geradeaus unten |                                                                                             | Lahntalbahn, zur rechten Rheinstrecke                               | Lahntalbahn, zur rechten Rheinstrecke                               |
| |                                                                                             | Linke Rheinstrecke nach Mainz                                       |                                                                     |
| |                                                                                             |                                                                     |                                                                     |
| Quellen: |                                                                                             |                                                                     |                                                                     |

Die Bahnstrecke Neuwied–Koblenz ist eine zweigleisige und elektrifizierte Eisenbahnhauptstrecke in Rheinland-Pfalz. Sie verbindet den Bahnhof Neuwied an der rechten Rheinstrecke mit dem Eisenbahnknoten Koblenz Hauptbahnhof sowie mit der linken Rheinstrecke und der Moselstrecke.

## Geschichte
Die Bahnstrecke und die Kronprinz-Wilhelm-Brücke wurden während des Ersten Weltkrieges aus militärstrategischen Gründen von den Preußischen Staatseisenbahnen gebaut und am 15. August 1918 eröffnet. Zeitgleich wurden die Ludendorff-Brücke zwischen Remagen und Erpel zusammen mit der Führung zur Ahrtalbahn und die Hindenburgbrücke bei Rüdesheim in Zusammenhang mit der Anbindung der Nahetalbahn errichtet. Zum besseren Anschluss des Westerwaldes über die Brexbachtalbahn wurde auf der rechtsrheinischen Seite eine eingleisige Verbindungskurve in südlicher Richtung zum Bahnhof Engers gebaut, aber nie in Betrieb genommen. Am 15. September 1935 wurde der Haltepunkt Urmitz Rheinbrücke eröffnet.
Nach der Sprengung durch deutsche Pioniere am 9. März 1945 war die Strecke bis zum Wiederaufbau 1954 außer Betrieb. Nur zwei Jahre später brannte die Brücke ab, die Reparatur dauerte bis Mai 1957. Ab dem 22. September 1962 war die Brücke wieder voll funktionsfähig, die Strecke durchgehend zweigleisig ausgebaut und mit Oberleitung elektrifiziert.
1987 wurde der Haltepunkt Urmitz Rheinbrücke geschlossen. Nach erfolgter Sanierung der Brücke 2005 wurde der Haltepunkt am 28. Mai 2006 wieder in Betrieb genommen.

## Streckenführung

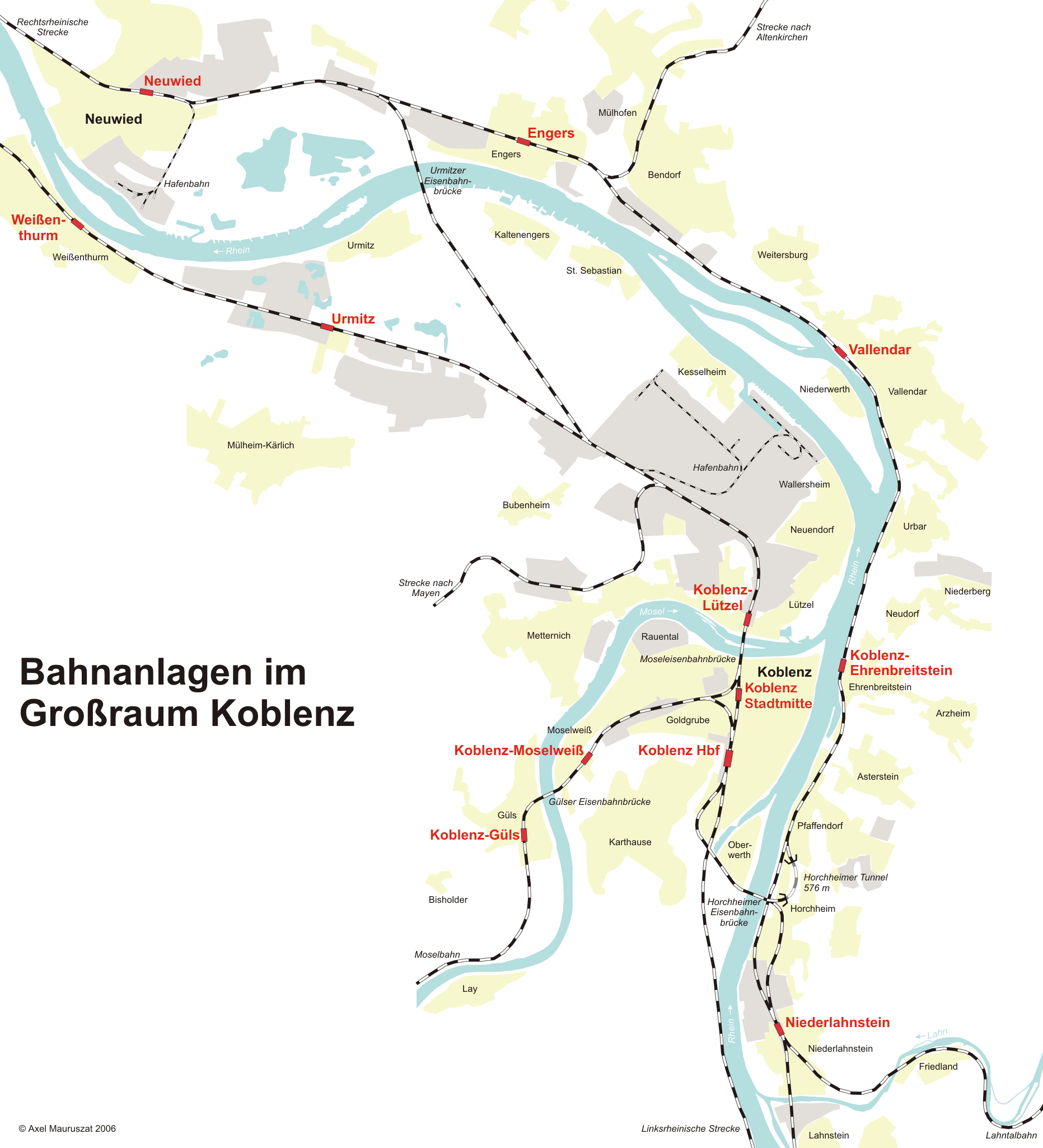
Übersichtskarte

Die Strecke verzweigt sich im Bahnhof Neuwied zweigleisig und niveaufrei mit einem Überwerfungsbauwerk für das Richtungsgleis nach Norden aus der rechten Rheinstrecke. Die heutige Überleitstelle Neuwied Rheinbrücke war zeitweise Abzweigstelle der Verbindungsstrecke zum Bahnhof Engers und zur Brexbachtalbahn.
Unmittelbar am westlichen Brückenkopf der Urmitzer Eisenbahnbrücke schließt sich der Haltepunkt Urmitz Rheinbrücke an. Danach durchquert die Strecke in Hochlage das Neuwieder Becken und überquert die Bundesautobahn 48.
An der Abzweigstelle Kesselheim zweigt eine eingleisige Strecke zur östlichen Seite der Trasse der linken Rheinstrecke ab, auf die sie in Höhe des Gewerbegebietes Koblenz Nord in Koblenz-Bubenheim trifft. Dort besteht im Bahnhofsteil Koblenz-Lützel Nord des Bahnhofs Koblenz-Lützel Anschluss an die Hafenbahn des Rheinhafens Koblenz.
Die Strecke selber überquert die linke Rheinstrecke zunächst und verläuft ab dem Bahnhofsteil Koblenz-Lützel Nord westlich parallel zu dieser weiter durch den Bahnhof Koblenz-Lützel und über die 1927 auf vier Gleise erweiterte Moseleisenbahnbrücke.
In Höhe des ehemaligen Rheinischen Bahnhofs verzweigt sich die Strecke, zwei Gleise führen in weitem Rechtsbogen zum ehemaligen Güterbahnhof Koblenz Mosel, ein Gleis verläuft weiter parallel zur linken Rheinstrecke über den Haltepunkt Koblenz Stadtmitte zum Koblenzer Hauptbahnhof.

## Bedienung
Im Schienenpersonennahverkehr wird die Strecke durch die Linien RE 8 „Rhein-Erft-Express“, betrieben durch DB Regio NRW, und RB 10 „RheingauLinie“, betrieben durch die VIAS GmbH, bedient. Erstgenannte Linie verkehrt im Stundentakt zwischen Mönchengladbach Hbf und Koblenz Hbf (am Wochenende erst ab Bahnhof Rommerskirchen): sie befährt ab Köln die Rechte Rheinstrecke, von der sie in Bahnhof Neuwied abzweigt und den Rhein überquert. Die Rheingaulinie verkehrt von Frankfurt (Main) Hbf über Wiesbaden Hbf, Bahnhof Rüdesheim (Rhein) und Koblenz Hbf zum Bahnhof Neuwied.
Auf der Strecke wird als erstes der Haltepunkt Urmitz Rheinbrücke bedient, der sich auf der linken Rheinseite befindet. Im Bahnhof Koblenz-Lützel und am Haltepunkt Koblenz Stadtmitte hält die Linie RE 8 jeweils am westlichen Bahnsteig. Die RB 10 hält hingegen nur am Haltepunkt Koblenz Stadtmitte und nicht an den übrigen Zwischenhalten der Bahnstrecke Neuwied–Koblenz.